# Jean Lepage

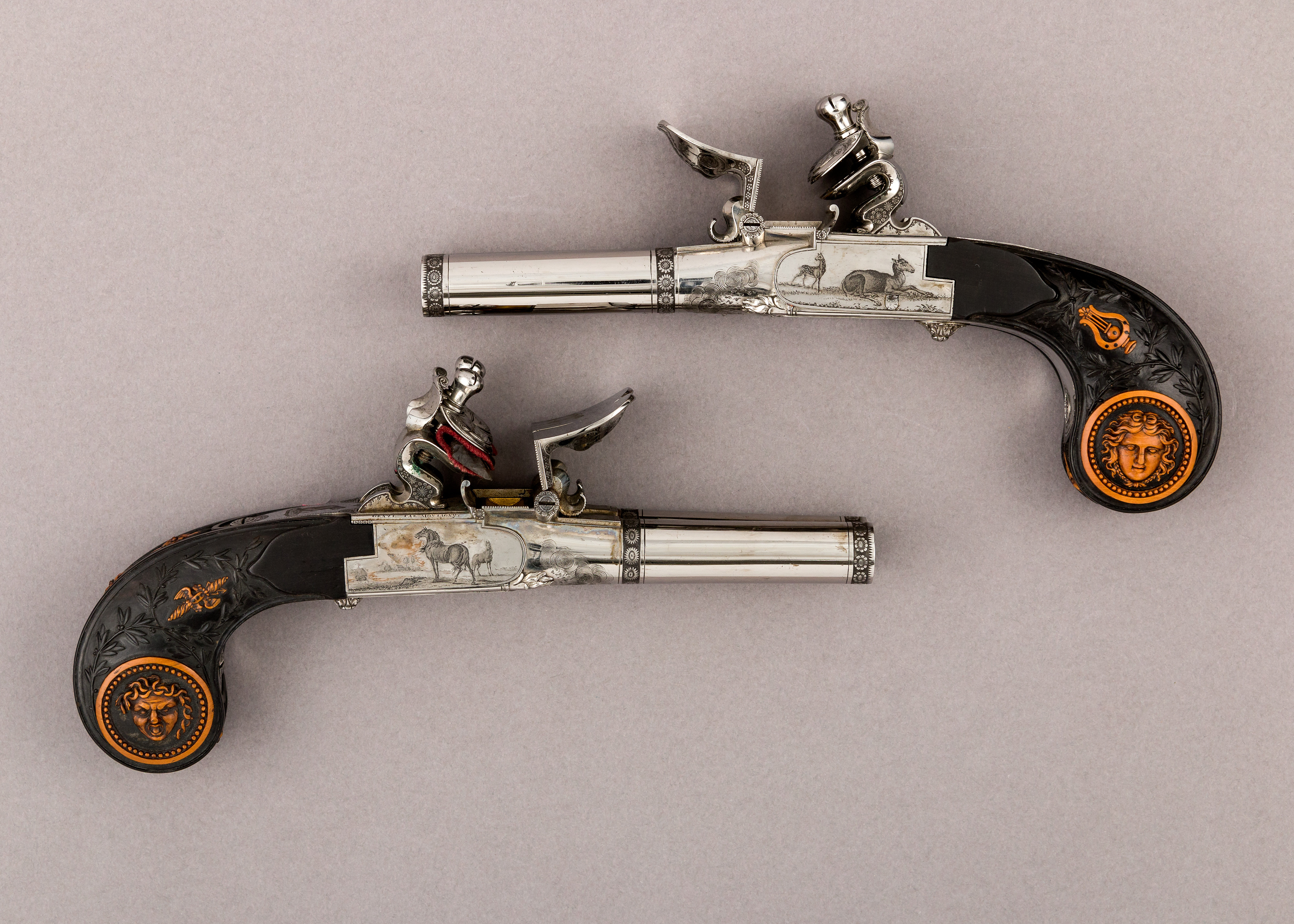
Par de pistolas de Jean Lepage.

Jean Lepage (1779 — 1822 (43 anos)), foi um famoso armeiro francês que trabalhou para Louis XVI, Napoléon e depois Louis XVIII.

## Biografia
Jean Lepage foi o inventor dos sistemas de percussão por fulminato para armas de fogo, que substituíram o mecanismo de pederneira e abriram caminho para as armas de fogo modernas. Isso ocorreu após a descoberta dos fulminantes por Edward Charles Howard em 1800.
Entre 1807 e 1810, Lepage' inventou uma nova maneira de disparar armas porttáteis, usando como meio espoletas de fulminato de mercúrio acionadas com o golpe de um "cão" de percussão. O novo método permitiu o abandono da pederneira e abriu o caminho para métodos de disparo modernos.
O novo mecanismo usava um carregador cheio de pó de fulminato, que liberaria uma pequena quantidade desse pó próximo à culatra da arma toda vez que o carregador fosse armado. Como o pó do fulminato era altamente sensível à umidade, foram desenvolvidos métodos de revestimento do fulminato em verniz, e também métodos de encerrar o fulminato, culminando com a invenção da espoleta de percussão por François Prélat em 1818 e Deloubert em 1820.